# Film vietnamiti proposti per l'Oscar al miglior film straniero
A partire dal 1994 il Vietnam ha cominciato a presentare all'Academy of Motion Picture Arts and Sciences film che lo rappresentassero all'Oscar come miglior film di lingua straniera.
A quella prima occasione apprtiente l'unica candidatura ottenuta finora con il film Il profumo della papaya verde di Tran Anh Hung, unico regista, insieme a Victor Vu, ad essere stato selezionato due volte.
| Anno | Film                                           | Regia                                 | Risultato                          |
| ---- | ---------------------------------------------- | ------------------------------------- | ---------------------------------- |
| 1994 | Il profumo della papaya verde (Mùi đu đủ xanh) | Tran Anh Hung                         | Candidato                          |
| 1997 | Gate, gate, paragate                           | Hồ Quang Minh                         | Non candidato                      |
| 2000 | Tre stagioni (Ba mùa)                          | Tony Bui                              | Non candidato                      |
| 2001 | Solstizio d'estate (Mua he chieu thang dung)   | Tran Anh Hung                         | Non candidato                      |
| 2004 | Vua Bãi Rác                                    | Đỗ Minh Tuấn                          | Non presente nella lista ufficiale |
| 2006 | Mùa len trâu                                   | Minh Nguyen-Vo                        | Non candidato                      |
| 2007 | Chuyện của Pao                                 | Ngô Quang Hải                         | Non candidato                      |
| 2008 | Áo lụa Hà Đông                                 | Lưu Huỳnh                             | Non candidato                      |
| 2010 | Đừng Đốt                                       | Đặng Nhật Minh                        | Non candidato                      |
| 2012 | Khát vọng Thăng Long                           | Lưu Trọng Ninh                        | Non candidato                      |
| 2013 | Mùi cỏ cháy                                    | Nguyễn Hữu Mười                       | Non candidato                      |
| 2016 | Trúng số                                       | Dustin Nguyen                         | Non candidato                      |
| 2017 | Tôi thấy hoa vàng trên cỏ xanh                 | Victor Vu                             | Non candidato                      |
| 2018 | Cha cõng con                                   | Lương Đình Dũng                       | Non candidato                      |
| 2019 | Cô Ba Sài Gòn                                  | Trần Bửu Lộc e Nguyễn Lê Phương Khanh | Non candidato                      |
| 2020 | Furie (Hai Phượng)                             | Lê Văn Kiệt                           | Non candidato                      |
| 2021 | Mắt biếc                                       | Victor Vu                             | Non candidato                      |
| 2022 | Bố già                                         | Trấn Thành e Vũ Ngọc Đãng             | Non candidato                      |

| Non candidato | Il film è stato proposto dal Vietnam, ma non è stato candidato dall'Academy of Motion Picture Arts and Sciences. |
| Short-list    | Il film è entrato nella "short-list" stilata a gennaio dei nove candidati per l'Oscar al miglior film straniero. |
| Candidato     | Il film è entrato a far parte dei cinque candidati per l'Oscar al miglior film straniero.                        |
| Vincitore     | Il film ha vinto l'Oscar al miglior film straniero.                                                              |